# 彼得·马图谢夫斯基
彼得·马图谢夫斯基（Piotr Matuszewski，1998年4月22日—），波兰男子网球运动员，目前主攻双打。截至2024年赛季结束，马图谢夫斯基在ATP挑战巡回赛有8个双打冠军，在ITF男子世界网球巡回赛有17个双打冠军。
马图谢夫斯基首次参加ATP巡回赛是在2024年美国男子泥地网球锦标赛。在2024年瑞典网球公开赛上他与帕维尔·科托夫搭档击败了荷兰组合戴维·佩尔和巴尔特·史蒂文斯获得了巡回赛首胜。